# حبيب خان
حبيب خان (14 ديسمبر 1937 بحيدر آباد في الهند - ) هو لاعب كريكت هندي.

## وصلات خارجية
- حبيب خان على موقع إي آس بي آن كريك إنفو (الإنجليزية)